# Биологическое поле
Биологическое поле — концепция, введенная в рассмотрение советским биологом А. Г. Гурвичем для объяснения процессов эмбриогенеза и, в более общем контексте, биологического морфогенеза. Получила развитие в современных теоретических моделях морфогенеза под именем морфогенетического поля (morphogenetic field) . Следует отличать от понятия биополе, которое в работах Гурвича и в литературе по морфогенезу не используется.

## История вопроса
В начале прошлого века. молодой русский учёный А. Г. Гурвич, испытав «разочарование в исключительном применении экспериментального метода в механике развития» в ряде исследований, начиная с 1912 г., делает попытку «поставить её на совершенно новую основу, применением чисто аналитического метода» и формулирует принципы «эмбрионального поля». Много лет спустя, Гурвич признает, что «идея поля… была лишь более четким оформлением идеи Дриша, выраженной словами о том, что проспективная судьба элемента есть функция его положения в целом»
Первоначальная идея была довольно проста и естественна:

…если искомая, определяющая ход развития данного этапа функция имеет единственной независимой переменной координаты участвующих в нем элементов (например, клеток), то она является выражением поля, в том смысле, как это понятие употребляется в физике. Но проблемы раннего эмбрионального формообразования и сводятся по существу к передвижениям и перегруппировкам клеток. Поэтому исчерпывающее описание многих основных процессов эмбриогенеза может быть дано именно путём установления закона векторального поля, в котором эти процессы протекают— Гурвич А.Г.  Теория биологического поля - М. Советская наука, 1944, стр.5
Положения теории поля изменялись автором в течение всей его жизни.
Так, в работах 1912—1920 гг. исходная концепция поля связывалась с понятием «динамически преформированной морфы» - силовой поверхности, ориентирующей и притягивающей клетки эмбриональных зачатков.
Принцип «эмбрионального поля» был сформулирован Гурвичем в 1921 г., а сам термин «поле» применительно к процессам эмбрионального развития появляется в работе 1922 г..
Коренному пересмотру, по словам самого Гурвича, первоначальная концепция поля подверглась после открытия в 1923 г. и последующего многолетнего изучения феномена «митогенетического излучения» (за что в 1941 г. А. Г. Гурвич получил Сталинскую премию).
В окончательном виде теория биологического поля сформулирована в монографии 1944 г.

## Основные положения теории биологического поля
Мотивацией к построению теории биологического поля стала неудовлетворённость Гурвича состоянием биологии в сравнении с другими основными научными дисциплинами — физикой и химией, а именно отсутствием системы специфичных для биологии понятий, составляющих её теоретический фундамент.
Концепции биологического поля автор попытался с самого начала придать «характер универсального биологического принципа, т.е…. рассматривать его как основу для будущей системы общей биологии». Это контрастирует с подходом американского биолога Пауля Вейсса (Paul Weiss), который независимо от Гурвича разрабатывал модель «морфогенетического поля». Гурвич никак не мог согласиться с точкой зрения П.Вейсса, который «впадая в противоречие сам с собой, утверждает, что понятие поля есть лишь сокращенная формулировка того, что мы наблюдаем, и что поэтому оно не имеет никакой ценности в смысле анализа и объяснения, но вместе с тем имеет большое значение, как удобное орудие описания».
Гурвич вводит понятие «клеточного поля», связанного с клетками развивающегося эмбриона.
Основные свойства этого поля:
- Поле порождается хроматином (лишь в его неравновесном состоянии), а его центр совпадает с центром клеточного ядра.
- Поле использует энергию, освобождающуюся при экзотермических химических реакциях для сообщения молекулам субстрата (белкам) упорядоченного направленного движения
- Объектом действия поля являются молекулы, точнее, неравновесные молекулярные ансамбли, названные Гурвичем «констелляциями»
- Клеточное поле носит векторный центробежный характер и анизотропно. Характер анизотропии определяет специфичность поля, а, следовательно, и клеток данного вида
- Поле непрерывно и преемственно, то есть при делении клеток делится и поле. Более того, «клеточное поле является единственной преформационной компонентой, то есть единственным реальным наследственным началом»
- Клетка создаёт вокруг себя поле. Область ощутимого действия поля выходит за пределы клетки в межклеточное пространство

В межклеточном пространстве существует синтезированное из клеточных полей поле целого (надклеточное поле), которое находится как векторная сумма полей клеток. Для практических целей Гурвич предлагает рассматривать эллипсоидальную анизотропию и гиперболический градиент поля. Поле целого непрерывно меняется вслед за перестройкой клеточной структуры эмбриона и в каждый конкретный момент мы имеем дело с «актуальным» полем, определяющим ближайшее развитие.
Считая поле безусловно материальным, Гурвич избегает предположений о его физической природе и говорит о возможности лишь формального постулирования связи источника поля с материальными частицами (хроматином клеточного ядра). Экспериментальным обоснованием существования поля Гурвич считает обнаруженное им митогенетическое (деградационное) излучение, которое в свою очередь означает существование неравновесных молекулярных констелляций. Эти констелляции и являются проявлением поля.

## Значение теории биологического поля и её развитие в современных моделях морфогенеза
Спустя много лет после выхода работы Гурвича по теории биологического поля, продолжают появляться публикации с обсуждением его теории как в популярной, так и в специальной научной литературе. Ссылки на его работы и обсуждение введённых им понятий можно найти в современных обзорах по теории морфогенеза.
Термин «биологическое поле» не используется в современной научной литературе. Отчасти потому, что и сам Гурвич использовал его скорее как общее понятие, «универсальный принцип» в построении теоретического фундамента биологии (этот подход не получил распространения в настоящее время). Конкретное содержание в его теории имеют понятия эмбриональное, клеточное, надклеточное (морфогенное), актуальное поле. И эти понятия во многом перекликаются с понятием «морфогенетического поля», теорию которого независимо от Гурвича развивал П.Вейсс. Именно этот термин и стал использоваться в дальнейшем в некоторых теоретических моделях морфогенеза, хотя содержание его существенно отличается в разных теориях (см. обсуждение в работах).
До сих пор нет единого мнения о том, насколько плодотворна концепция поля применительно к описанию процессов биологического морфогенеза.
Так, К.Уоддингтон (Waddington C.H.) считал, что это, по существу, лишь удобный способ описания:

 …биологи не смогли придумать ничего лучшего, как постулировать наличие морфогенетического поля, которое определяет облик образуемой структуры. Слово «поле», разумеется, представляет собой расплывчатое понятие. В его обычном смысле оно означает, что внутри участка развивающейся структуры действует какая-то сила (или простой ряд сил), правильно распределяющаяся в пространстве. В случае биологических явлений трудность заключается в том, чтобы определить что это за сила. …Мы знаем очень мало о материальной природе причинных агентов тех процессов, для объяснения которых мы употребляем термин «поле».
— Уоддингтон К.  Морфогенез и генетика - М.: Мир, 1964
С ним не вполне согласен Б. Гудвин (Goodwin B.C.), который, фактически, разделял взгляды Гурвича:

 Один аспект поля состоит в том, что на него могут влиять электрические силы. Было обнаружено, что другие развивающиеся и регенерирующие организмы имеют интересную и значительную электрическую сеть, но я не хотел бы предположить, что морфогенетическое поле имеет по существу электрическую природу. Химические вещества также влияют на полярность и другие пространственные аспекты развивающихся организмов; но опять-таки я не хотел бы делать отсюда вывод, что морфогенетическое поле имеет по существу химическую или биохимическую природу. Мое убеждение состоит в том, что исследование этого поля должно проводиться при допущении, что оно имеет природу какую либо из упомянутых, или никакую из них, или все сразу; но я считаю, что, несмотря на агностицизм в отношении его материальной природы, оно играет главную роль в процессе развития— Goodwin B.C. On morphogenetic fields - Theoria to Theory 13, 109-114, 1979
Предельно широко концепцию морфогенетических полей трактует Руперт Шелдрейк, который распространяет её на любые материальные системы (не только живые) и говорит о «химическом морфогенезе», атомных и молекулярных морфогенетических полях. Теория Шелдрейка неоднозначно воспринята в научных кругах (см. Приложение в) и на сегодняшний день экспериментального подтверждения не получила.